# Ernst Neisser
Ernst Neisser (ur. 1863 w Legnicy, zm. 1942 w Berlinie) – niemiecki lekarz. Pochodził ze znanej wrocławskiej rodziny lekarzy. W 1888 został doktorem medycyny po przedstawieniu dysertacji poświęconej przemianom glikogenu. W 1895 został dyrektorem Szpitala Miejskiego w Szczecinie. W 1931 przeszedł na emeryturę i zamieszkał u krewnych w Berlinie. 

## Wybrane prace
- Ernst Neisser, Kurt Pollack. Tuberkulosebüchlein des Stettiner städtischen Krankenhauses. Mit 8 Tafn und 2 Abbn im Text. Fischer, 1904
- Zur Frühdiagnose der Tuberkulose bei der versicherungspflichtigen Bevölkerung. Klinisches Jahrbuch. 8. (1901.) pp. 35-38
- Ueber Amboceptoroidbildung in einem menschlichen Serum. (1902)
- Ein weiterer Beitrag zur Kenntniss vom chronischen Rachendiphtheroid. (1902)

## Literatura dodatkowa
- G Schöne. Erinnerungen an Paul Morawitz und Ernst Neisser. „Dtsch Med Wochenschr”. 84 (14), s. 692-6, kwiecień 1959. DOI: 10.1055/s-0028-1113661. PMID: 13639713.